# 354 (tal)
354 är det naturliga talet som följer 353 och som följs av 355.

## Inom vetenskapen
- 354 Eleonora, en asteroid.

## Inom matematiken
- 354 är ett jämnt tal
- 354 är ett sammansatt tal
- 354 är ett ymnigt tal
- 354 är ett sfeniskt tal